# Zespół Lowna-Ganonga-Levine’a
Zespół Lowna-Ganonga-Levine’a (zespół LGL, łac. Syndroma Lown-Ganong-Levine, ang. Lown-Ganong-Levine syndrome) – obok zespołu Wolffa-Parkinsona-White’a i zespołu Mahaima jest zespołem preekscytacji komorowej serca wywołanym zaburzeniami drogi przewodzenia przedsionkowo-komorowego. 
Podstawą diagnozy zespołu LGL jest wystąpienie w badaniu EKG odstępu PQ krótszego niż 0,12 s przy prawidłowym kształcie zespołu QRS. Objawami towarzyszącymi występowaniu zespołu LGL jest występowanie zaburzeń rytmu serca, w tym w szczególności tachykardii i napadowego częstoskurczu nadkomorowego.  
Patofizjologia tego zespołu polega na istnieniu dodatkowych włókien przewodzących (włókna Jamesa). Włókna te omijają węzeł przedsionkowo-komorowy i bezpośrednio wnikają do pęczka Hisa. 
Pomimo stwierdzenia obecności opisanej drogi w badaniach histologicznych brak jednoznacznych dowodów potwierdzających związek pomiędzy jej istnieniem a występowaniem elektrokardiograficznych cech zespołu LGL. Współcześnie występowanie cech zespołu LGL w badaniu elektrokardiograficznego (EKG) nie jest uznawane za syndrom o podłożu anatomicznym i używanie tego pojęcia nie jest zalecane. 